# Dominação mundial
A dominação mundial (também chamada de dominação global ou conquista mundial ou cosmocracia ) é uma estrutura de poder hipotética, alcançada ou aspirada, na qual uma única autoridade política detém o poder sobre todos ou virtualmente todos os habitantes da Terra. Vários indivíduos ou regimes tentaram atingir esse objetivo ao longo da história, sem nunca alcançá-lo. O tema tem sido frequentemente utilizado em obras de ficção, particularmente na ficção política, bem como em teorias da conspiração (que podem postular que alguma pessoa ou grupo já alcançou secretamente esse objetivo), particularmente aquelas que temem o desenvolvimento de uma " Nova Ordem Mundial" envolvendo um governo mundial de natureza totalitária.

## História

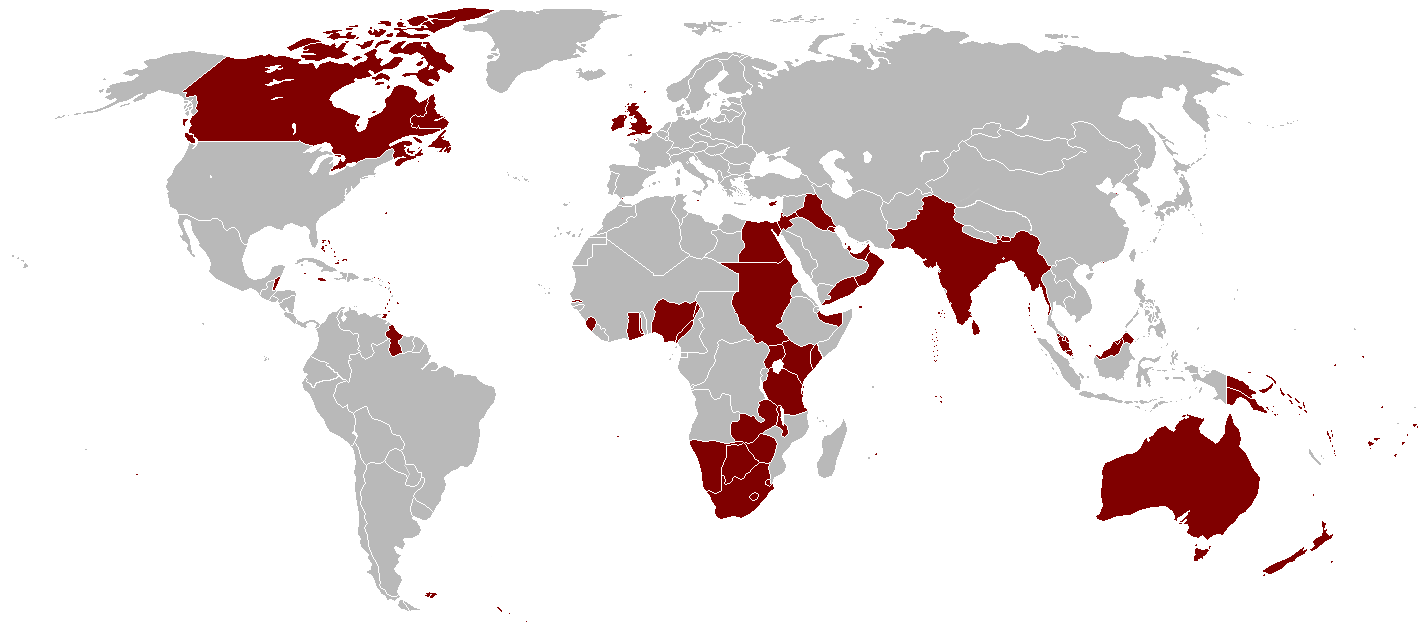
O Império Britânico em seu auge territorial em 1921

Embora vários impérios ao longo da história tenham conseguido expandir e dominar grandes partes do mundo, nenhum chegou perto de conquistar todo o território da Terra. No entanto, estes impérios tiveram um impacto global em termos culturais e económicos que ainda hoje se faz sentir. Alguns dos maiores e mais proeminentes impérios incluem:
- O Império Romano (em latim: Imperium Romanum) foi o período pós-republicano da antiga civilização romana, caracterizado por uma forma de governo autocrática liderada por um imperador e por extensas possessões territoriais em volta do mar Mediterrâneo na Europa, África e Ásia. A república que o antecedeu ao longo de cinco séculos encontrava-se numa situação de elevada instabilidade, na sequência de diversas guerras civis e conflitos políticos, durante os quais Júlio César foi nomeado ditador perpétuo e foi assassinado em 44 a.C. As guerras civis culminaram na vitória de Otávio, filho adotivo de César, sobre Marco António e Cleópatra na batalha de Áccio em 31 a.C. Detentor de uma autoridade inquestionável, em 27 a.C. o senado romano atribuiu a Otávio poderes absolutos e o novo título Augusto, assinalando desta forma o fim da república.
- O Império Mongol, que no século 13 sob o domínio de Genghis Khan passou a controlar o maior império terrestre contínuo do mundo, abrangendo do leste da Ásia ao Oriente Médio e Europa Oriental. Eventualmente fraturou-se e terminou com a queda da dinastia Yuan, que foi estabelecida por Kublai Khan. Atingiu sua maior extensão em 1309, quando controlava a região por onde passava a rota comercial da Rota da Seda. A garantia da estabilidade dessa rota comercial permitiu o comércio na Eurásia, acelerando o ritmo do desenvolvimento econômico e tecnológico em todo o mundo.
- O Império Britânico, sob o reinado de Elizabeth I,[6] foi o maior império da história. Em 1921, o Império Britânico atingiu seu auge e dominou um quarto do globo, controlando o território em cada continente . O império passou por um longo período de declínio e descolonização após o fim da Segunda Guerra Mundial, até que deixou de ser uma força dominante nos assuntos mundiais.O inglês ainda é a língua oficial em muitos países, a maioria dos quais eram ex-colônias britânicas, e é amplamente falado como segunda língua em todo o mundo. A Revolução Industrial ocorrida no Reino Unido a partir do século XVIII se espalhou para o resto do globo através da expansão do Império Britânico, possibilitando o desenvolvimento de uma economia globalizada e industrializada.
- O Império Russo, que controlava vastas áreas da Eurásia, estendendo-se desde a região do Báltico até a Manchúria externa, atingindo sua maior extensão em 1895. O império entrou em colapso durante a Revolução de Fevereiro de 1917, que viu o czar Nicolau II abdicar. A unidade cultural e econômica do Império Russo permitiu a ascensão de seu estado sucessor, a União Soviética, uma superpotência cuja força militar e ideologia foram forças importantes na política global durante o século XX. Após o colapso da União Soviética em 1991, a Federação Russa continua sendo uma das poucas nações a perseguir seus objetivos por meio da conquista territorial no século XXI.
- O Império Espanhol sob a monarquia dos Habsburgos e a União Ibérica, que controlava vastas áreas da Europa, América, África e algumas partes da Ásia. O império entrou em colapso num processo que começou na Guerra dos Trinta Anos e nas Guerras Napoleónicas. Foi o primeiro império global da história da humanidade, sendo o primeiro a ser referido como O império no qual o sol nunca se põe e tendo pretensões (especialmente durante os Habsburgos espanhóis) de serem os líderes seculares da cristandade mundial e a espada de o Papa contra os seus oponentes, os Reformadores Protestantes no Norte da Europa, o Regalismo do Reino de França, o mundo Islâmico no Grande Médio Oriente (principalmente o Império Otomano na Ásia Ocidental e Marrocos do Norte de África), os Pagãos das Índias Ocidentais e Índias Orientais, e todos os inimigos da Igreja Católica na sua missão cristã de evangelizar todo o mundo.

No início do século 21, as guerras de conquista territorial eram incomuns e as nações do mundo podiam tentar resolver suas diferenças por meio da diplomacia multilateral sob os auspícios de organizações globais como as Nações Unidas e a Organização Mundial do Comércio. As superpotências do mundo e as superpotências em potencial raramente tentam exercer influência global por meio dos tipos de construção de impérios territoriais vistos na história, mas a influência dos impérios históricos ainda é importante e a ideia de dominação mundial ainda é social e culturalmente relevante.

## Ideologias sociais e políticas

Por volta de 500 aC, Dario, o Grande, havia criado o maior império até então, mas ainda era apenas uma pequena fração da terra e das pessoas da Terra.

Historicamente, a dominação mundial foi pensada em termos de uma nação expandindo seu poder a ponto de todas as outras nações serem subservientes a ela. Isso pode ser alcançado estabelecendo uma hegemonia, uma forma indireta de governo e de dominação imperial na qual o hegemon (estado líder) governa estados geopoliticamente subordinados por meio de seu poder implícito – pela ameaça de força, ao invés de força militar direta. No entanto, a dominação também pode ser alcançada pela força militar direta. No século IV aC, Alexandre, o Grande, expressou notavelmente o desejo de conquistar o mundo, e persiste uma lenda de que, depois de completar sua conquista militar do mundo antigo conhecido, ele "chorou porque não tinha mais mundos para conquistar", já que ele desconhecia a China mais a leste e não tinha meios de conhecer as civilizações nas Américas. No entanto, com todo o tamanho e alcance do mundo conhecido, foi dito que "a dominação mundial é uma meta impossível" e, especificamente, que "nenhuma nação, por mais grande e poderosa que seja, pode dominar um mundo" de mais de cem nações interdependentes e bilhões de pessoas.
Uma visão oposta foi expressa por Hans Morgenthau em 1948. Ele enfatizou que o desenvolvimento mecânico de armas, transporte e comunicação torna "a conquista do mundo tecnicamente possível e torna tecnicamente possível manter o mundo naquele estado conquistado". Ele argumenta que a falta de tal infraestrutura explica por que grandes impérios antigos, embora vastos, falharam em completar a conquista universal de seu mundo e perpetuar a conquista. "Hoje, nenhum obstáculo tecnológico se interpõe no caminho de um império mundial", pois "a tecnologia moderna torna possível estender o controle da mente e da ação a todos os cantos do globo, independentemente da geografia e da estação". Morgenthau continuou sobre o progresso tecnológico:

Também se deu à guerra total um ímpeto aterrorizante e que abraça o mundo que parece estar satisfeito com nada menos que o domínio mundial... A era das máquinas gera seus próprios triunfos, cada passo à frente chamando dois ou mais passos no caminho do progresso tecnológico. Também gera suas próprias vitórias, militares e políticas; pois com a capacidade de conquistar o mundo e mantê-lo conquistado, cria-se a vontade de conquistá-lo.
No início do século 17, Sir Walter Raleigh propôs que a dominação mundial poderia ser alcançada através do controle dos oceanos, escrevendo que "quem comanda o mar comanda o comércio; quem comanda o comércio do mundo comanda as riquezas do mundo e, conseqüentemente, o próprio mundo". Em 1919, Halford Mackinder ofereceu outra teoria influente para uma rota para a dominação mundial, escrevendo:

Quem governa a Europa Oriental comanda o Heartland:
 Quem governa Heartland governa World-Island:
Quem governa World-Island comanda o Mundo.
Embora a “Teoria de Heartland” de Mackinder inicialmente tenha recebido pouca atenção fora da geografia, mais tarde exerceu alguma influência nas políticas externas das potências mundiais que buscavam obter o controle sugerido pela teoria. Impressionado com o rápido início da Segunda Guerra Mundial, Derwent Whittlesey escreveu em 1942:

A rápida marcha de conquista surpreendeu ou deslumbrou os espectadores... O conceito grandioso de dominação mundial tornou-se possível como um objetivo prático apenas com o surgimento da ciência e sua aplicação à invenção mecânica. Por esses meios, as unidades e territórios terrestres dispersos da Terra tornaram-se acessíveis e complementares entre si e, pela primeira vez, o estado mundial, por tanto tempo um ideal medieval fútil, tornou-se um objetivo que poderia ser alcançado.
Ainda antes da entrada dos Estados Unidos nesta guerra e com o isolacionismo ainda intacto, o estrategista americano Hanson W. Baldwin projetou que "amanhã as bases aéreas podem ser o caminho para o poder e a dominação. . . Obviamente, é apenas por bases aéreas... que o poder exercido nos céus soberanos de uma nação pode ser estendido muito além de suas costas… Talvez... futuras aquisições de bases aéreas... possam levar a voz da América pelos céus até os confins da terra".
Alguns proponentes de ideologias ( anarquismo, comunismo, fascismo, nazismo e capitalismo) perseguem ativamente o objetivo de estabelecer uma forma de governo consistente com suas crenças políticas, ou afirmam que o mundo está se movendo "naturalmente" em direção à adoção de uma forma particular de governo (ou auto), autoritário ou anti-autoritário. Essas propostas não se preocupam com uma nação em particular alcançando a dominação mundial, mas com todas as nações em conformidade com um determinado modelo social ou econômico. Um objetivo de dominação mundial pode ser estabelecer um governo mundial, uma única autoridade política comum para toda a humanidade. O período da Guerra Fria, em particular, é considerado um período de intensa polarização ideológica, dada a existência de dois blocos rivais – o capitalista ocidental e o comunista oriental – que manifestavam a esperança de ver o triunfo de sua ideologia sobre a do inimigo. O fim definitivo de tal triunfo seria que uma ideologia ou outra se tornaria a única ideologia governante do mundo.
Em certas religiões, alguns adeptos também podem buscar a conversão (pacífica ou forçada) do maior número possível de pessoas à sua própria religião, sem restrições de origem nacional ou étnica. Esse tipo de dominação espiritual geralmente é visto como distinto do domínio temporal, embora tenha havido casos de esforços iniciados como guerras santas que se transformaram na busca de riqueza, recursos e território. Alguns grupos cristãos ensinam que uma religião falsa, liderada por falsos profetas que alcançam a dominação mundial induzindo a adoração quase universal de uma falsa divindade, é um pré-requisito para o fim dos tempos descrito no Livro do Apocalipse. Como disse um autor, "se a dominação do mundo for obtida, as massas de pessoas pequenas devem ser trazidas a bordo com a religião".
Em alguns casos, pessoas têm acusado nações ou grupos ideológicos de buscar a dominação mundial, mesmo quando essas entidades negaram que esse fosse seu objetivo. Por exemplo, JG Ballard citou Aldous Huxley como tendo dito sobre a entrada dos Estados Unidos na Primeira Guerra Mundial: "Tenho medo da inevitável aceleração da dominação mundial americana, que será o resultado de tudo isso… A Europa deixará de ser a Europa". Em 2012, o político e crítico do Islã Geert Wilders caracterizou o Islã como "uma ideologia visando a dominação mundial em vez de uma religião", e em 2008 caracterizou o conflito Israel-Gaza de 2008 como uma ação por procuração do Islã contra o Ocidente, alegando que "[o] fim de Israel não significaria o fim de nossos problemas com o Islã, mas apenas... o início da batalha final pela dominação mundial".